# Cryptus laeviusculus
Cryptus laeviusculus là một loài tò vò trong họ Ichneumonidae.